# Mindaugas Mizgaitis
Mindaugas Mizgaitis (* 14. Oktober 1979 in Kaunas) ist ein litauischer Ringer, der vornehmlich im griechisch-römischen Stil kämpft.

## Leben
Mindaugas Mizgaitis beschäftigt sich mit dem Sport seit 1997. Seine Trainer sind Valentinas Mizgaitis, Grigorijus Kozovskis, Ruslanas Vartanovas. Sein ehemaliger Trainer war Vytautas Burakauskas.
Mindaugas Mizgaitis absolvierte das Bachelorstudium an der Fakultät für Sportedukologie der Litauischen Sportakademie. Mindaugas Mizgaitis gehört zu litauischen Freiwilligencorps (Krašto apsaugos savanorių pajėgos).
Bei den Olympischen Spielen 2008 in Peking gewann Mindaugas Mizgaitis am 14. August zunächst die Bronzemedaille im griechisch-römischen Stil in der Klasse bis 120 kg. Der 2016 wegen Dopings erwischte Chassan Barojew musste seine Silbermedaille an Mizgaitis abgeben.